# Velika nagrada Valentina
Velika nagrada Valentina je bila avtomobilistična dirka, ki je med letoma 1939 in 1952 potekala v torinskem parku Valentino. 

## Zmagovalci
| Leto | Zmagovalec      | Konstruktor | Dirkališče      | Poročilo |
| ---- | --------------- | ----------- | --------------- | -------- |
| 1955 | Alberto Ascari  | Ferrari     | Parco Valentino | Poročilo |
| 1952 | Luigi Villoresi | Ferrari     | Parco Valentino | Poročilo |
| 1946 | Achille Varzi   | Alfa Romeo  | Parco Valentino | Poročilo |
| 1937 | Antonio Brivio  | Alfa Romeo  | Parco Valentino | Poročilo |
| 1935 | Tazio Nuvolari  | Alfa Romeo  | Parco Valentino | Poročilo |